# Сава Дълбоков
Сава Атанасов Дълбоков е деец на БКП, участник в комунистическото партизанско движение по време на Втората световна война, партизанин от Свищовската чета на Горнооряховски партизански отряд. Заместник-министър и министър в няколко правителства на България.

## Биография
Сава Дълбоков е роден на 17 декември 1919 година в с. Овча могила. Завършва право в Софийския университет.
Участва в комунистическото движение по време на Втората световна война. Член е на РМС от 1934 г. и на БКП от 1936 г. През 1942 година излиза в нелегалност и постъпва в партизанска чета „Христо Ботев“ (на която е политкомисар), действаща в Свищовския край. Година по-късно става политкомисар на Горнооряховския партизански отряд. Има издадени 3 смъртни присъди по ЗЗД.
След 9 септември 1944 година е първи секретар на Околийския комитет на БКП в Свищов (1949-1950). Бил е първи секретар на Окръжния комитет на БКП в Плевен от 1950 г. След това е първи заместник-министър на финансите (1960 – 1962). В периода 1971 – 1973 година е заместник-председател на Министерския съвет и председател на Държавния комитет за планиране и завеждащ отдел „Планово-икономически“ при ЦК на БКП.  Член на ЦК на БКП от 1954 до 1990 г.
Секретар на ЦК на БКП (1972 – 1976). От 1976 до 1978 г. е заместник-председател на Министерския съвет и министър на снабдяването и държавните резерви. Първи заместник-председател на Националния съвет на Отечествения фронт. Народен представител (1945 – 1990).
На 25 май 1982 година с решение № 50 на ИК на ОбНС Сава Дълбоков става почетен гражданин на град Свищов. Удостоен е със званието „Герой на социалистическия труд“ и Орден „Георги Димитров“.
Написва книгата "С вяра в хората", посветена на антифашисткото движение в Свищовска околия по време на Втората Световна Война.